# 末光賢吉
末光 賢吉（すえみつ けんきち、前名・一郎、1900年（明治33年） - 没年不明）は、日本の実業家。関門日報社会長。

## 人物
山口県下関市出身。末光鉄之助の長男。前名・一郎を改める。1926年、早稲田大学専門部法科を卒業する。父経営の関門日日新聞に入り社長秘書兼会計課長を経て、1942年1月合併と共に関門日報社監査役。住所は山口県下関市阿弥陀寺町。

## 家族・親族
末光家
- 父・鉄之助（1873年 - 1950年、関門日報顧問）[2]
- 妻・安子（1909年 - ?、山口、平山佳香の妹）[1][2]
- 長男[1]
- 二男[1]
- 長女[1]
- 三女[1]